# Вулиця Курінна (Львів)
Вулиця Курінна  — вулиця у Личаківському районі міста Львів, місцевість Великі Кривчиці. Пролягає від вулиці Над'ярної до вулиці Тракт Глинянський.

## Історія та забудова
Вулиця отримала свою назву 1962 року.
Забудована одноповерховими конструктивістськими будинками 1930-х років, одно- та двоповерховими будинками 1960-х років, сучасними приватними садибами. Збереглися два дерев'яні будинки — № 11 і № 22. Також на вулиці станом на середину 2010-х років збереглася давня водяна колонка.